# Filmographie de Fernandel

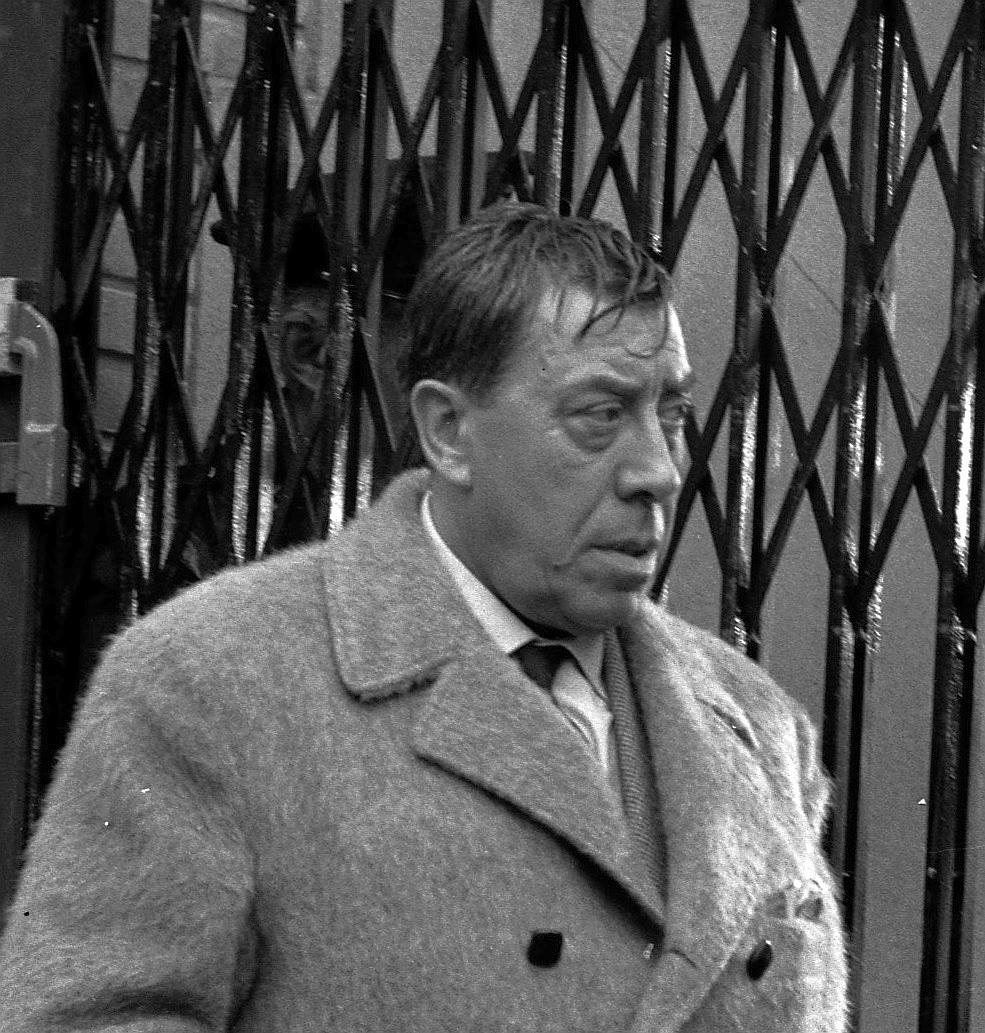
Fernandel dans La Bourse et la Vie en 1965.

La filmographie de  Fernandel retrace la carrière de l'acteur français au cinéma, depuis ses débuts en 1931 jusqu'à son dernier film en 1970.

## Cinéma

### Longs métrages

#### Années 1930
- 1931 : Le Blanc et le Noir de Robert Florey : le groom vierge
- 1931 : On purge bébé de Jean Renoir : le cousin Horace Truchet
- 1931 : Paris Béguin d'Augusto Genina : Ficelle, un petit truand
- 1931 : Cœur de lilas d'Anatole Litvak : le garçon d'honneur
- 1931 : Le Rosier de madame Husson de Bernard Deschamp : Isidore, le rosier
- 1932 : Pas de femmes de Mario Bonnard : Casimir
- 1932 : Un homme sans nom de Gustav Ucicky : Julot
- 1932 : Les Gaîtés de l'escadron de Maurice Tourneur : le soldat Vanderague, le brimé
- 1932 : Le Jugement de minuit ou Le Vengeur d'Alexander Esway : Sam Hackitt
- 1933 : Le Coq du régiment de Maurice Cammage : le soldat Médard
- 1933 : L'Ordonnance de Victor Tourjanski : Étienne
- 1933 : D'amour et d'eau fraîche de Félix Gandéra : Éloi, le chauffeur
- 1933 : La Garnison amoureuse de Max de Vaucorbeil : le deuxième classe Frédéric
- 1933 : Adémaï aviateur de Jean Tarride : Méchelet, le camarade d'Adémaï
- 1933 : La Porteuse de pain de René Sti : Billenbuis, un boulanger
- 1934 : Une nuit de folies de Maurice Cammage : Fernand, le barman
- 1934 : Le Chéri de sa concierge de Giuseppe Guarino : Eugène Crochard
- 1934 : L'Hôtel du libre échange de Marc Allégret : Boulot, le garçon d'étage
- 1934 : Le Train de 8 heures 47 d'Henry Wulschleger : le cavalier Croquebol
- 1934 : Angèle de Marcel Pagnol : Saturnin, le valet de ferme
- 1934 : Les Bleus de la marine de Maurice Cammage : Lafraise, un marin du Victorieux
- 1934 : Le Cavalier Lafleur de Pierre-Jean Ducis : Fernand Gaëtan Lafleur, le réserviste
- 1935 : Ferdinand le noceur de René Sti : Fernand Piat, préparateur en pharmacie
- 1935 : Jim la Houlette d'André Berthomieu : Jacques Moluchet, écrivain « nègre »
- 1935 : Les Gaîtés de la finance ou Bengali VII de Jack Forrester : le banquier Marivol / le tailleur Lambinet
- 1936 : Un de la légion de Christian-Jaque : Fernand Esculape Siméon Espitalion
- 1937 : Josette de Christian-Jaque : Albert Durandal
- 1937 : François 1er ou Les Amours de la Ferronnière de Christian-Jaque : Honorin, régisseur de théâtre / Honorin des Meldeuses
- 1937 : Les Dégourdis de la 11e de Christian-Jaque : l'ordonnance Patard, le premier dégourdi
- 1937 : Ignace de Pierre Colombier : Ignace Boitaclou, jeune paysan incorporé
- 1937 : Un carnet de bal de Julien Duvivier : Fabien Coutissol, le coiffeur
- 1937 : Les Rois du sport de Pierre Colombier : Fernand, garçon de café
- 1937 : Regain ou Arsule de Marcel Pagnol : Urbain Gédémus, le rémouleur
- 1938 : Hercule ou L'Incorruptible d'Alexander Esway : Hercule Maffre, pêcheur provençal
- 1938 : Le Schpountz ou La Fausse vocation de Marcel Pagnol : Irénée Fabre, commis-épicier
- 1938 : Barnabé d'Alexander Esway : Barnabé, flûtiste occasionnel
- 1938 : Ernest le rebelle de Christian-Jaque : Ernest Pic, steward accordéoniste à bord d'un navire
- 1938 : Tricoche et Cacolet de Pierre Colombier : Tricoche, détective privé
- 1939 : Les Cinq Sous de Lavarède de Maurice Cammage : Armand Lavarède, le cousin de M. Richard
- 1939 : Raphaël le tatoué (ou C'était moi) de Christian-Jaque : Modeste Manosque, veilleur de nuit alias Raphaël
- 1939 : Berlingot et Compagnie de Fernand Rivers : François, marchand de berlingots
- 1939 : Fric-Frac de Maurice Lehmann : Marcel, l'employé de la bijouterie
- 1939 : L'Héritier des Mondésir ou C'est un mystère d'Albert Valentin : Bien-Aimé, le facteur / le baron de Mondésir / ses aïeux

#### Années 1940
- 1940 : Monsieur Hector ou Le Nègre du Negresco de Maurice Cammage : Hector, le valet de chambre
- 1940 : La Fille du puisatier de Marcel Pagnol : Félipe Rambert, l'assistant de Pascal
- 1940 : La Nuit merveilleuse de Jean-Paul Paulin : le berger
- 1941 : Un chapeau de paille d’Italie de Maurice Cammage : Fadinard, le jeune marié
- 1941 : L'Acrobate de Jean Boyer : Ernest Sauce, maître d'hôtel
- 1941 : Le Club des soupirants de Maurice Gleize : Antoine Valoisir, chasseur de papillons
- 1942 : Les Petits Riens de Raymond Leboursier : M. Astier
- 1942 : Simplet de Fernandel : Simplet, le « fada » de Miéjour
- 1942 : La Bonne Étoile de Jean Boyer : Auguste, dit « Guste », pêcheur provençal
- 1942 : Ne le criez pas sur les toits de Jacques Daniel-Norman : Vincent Fleuret, préparateur du professeur Léonard
- 1943 : Une vie de chien ou Médor de Maurice Cammage : Gustave Bourdillon, professeur dans un institut
- 1943 : La Cavalcade des heures d'Yvan Noé : Antonin
- 1943 : Adrien de Fernandel : Adrien Moulinet, encaisseur à la banque Nortier
- 1945 : Le Mystère Saint-Val de René Le Hénaff : Désiré Henri Le Sec, détective
- 1945 : Naïs de Marcel Pagnol et Raymond Leboursier : Toine, l'ouvrier agricole bossu
- 1946 : Les Gueux au paradis de René Le Hénaff : Pons, un joyeux drille
- 1946 : L'Aventure de Cabassou de Gilles Grangier : Marius Cabassou, architecte
- 1946 : Pétrus de Marc Allégret : Pétrus, photographe
- 1946 : Cœur de coq (ou Affaires de cœur) de Maurice Cloche : Tulipe Barbaroux, ouvrier imprimeur
- 1948 : Émile l'Africain de Robert Vernay : Émile Boulard, accessoiriste
- 1948 : Si ça peut vous faire plaisir de Jacques Daniel-Norman : Martial Gonfaron, aboyeur à la salle des ventes de Cassis
- 1948 : L'Armoire volante de Carlo Rim : Alfred Puc, percepteur
- 1948 : Parade du rire de Roger Verdier[1]
- 1949 : L'Héroïque Monsieur Boniface de Maurice Labro : M. Boniface, étalagiste
- 1949 : On demande un assassin de Ernst Neubach : Bob Laurent, le fils de famille

#### Années 1950
- 1950 : Casimir de Richard Pottier : Casimir, représentant en aspirateurs
- 1950 : Meurtres ? de Richard Pottier : Noël Annequin, paysan et mari d'Isabelle
- 1950 : Tu m'as sauvé la vie de Sacha Guitry : Fortuné Richard, clochard
- 1950 : Uniformes et Grandes Manœuvres de René Le Hénaff : Luc, portier du « Miramar »
- 1951 : Topaze de Marcel Pagnol : Albert Topaze, professeur à l'institution Muche
- 1951 : Boniface somnambule de Maurice Labro : Victor Boniface, détective dans un grand magasin
- 1951 : Je suis de la revue (Botta e riposta) de Mario Soldati : Fernand
- 1951 : Adhémar ou le Jouet de la fatalité de Fernandel : Adhémar Pomme, ordonnateur de pompes funèbres
- 1951 : L'Auberge rouge de Claude Autant-Lara : le moine
- 1951 : La Table-aux-crevés d'Henri Verneuil : Urbain Coindet, paysan et conseiller municipal
- 1952 : Le Petit Monde de don Camillo de Julien Duvivier : Don Camillo, prêtre
- 1952 : Coiffeur pour dames de Jean Boyer : Marius, dit « Mario », coiffeur pour dames
- 1952 : Le Fruit défendu d'Henri Verneuil : le docteur Charles Pellegrin
- 1953 : Le Boulanger de Valorgue d'Henri Verneuil : Félicien Hébrard, boulanger
- 1953 : Le Retour de don Camillo de Julien Duvivier : Don Camillo, le curé
- 1953 : Carnaval ou Dardamelle d'Henri Verneuil : Dardamelle, l'architecte
- 1953 : L'Ennemi public numéro un d'Henri Verneuil : Joé Calvet, l'Américain myope
- 1954 : Mam'zelle Nitouche (Santarellina) d'Yves Allégret : Célestin Floridor, professeur de musique
- 1954 : Le Mouton à cinq pattes d'Henri Verneuil : Édouard Saint-Forget, le père / Alain, le fils esthéticien / Désiré, le fils laveur de vitres / Étienne, le fils loup de mer / Bernard, le fils journaliste / Charles, le fils curé
- 1954 : Ali Baba et les Quarante Voleurs de Jacques Becker : Ali Baba, le serviteur de Cassim
- 1955 : Le Printemps, l'Automne et l'Amour de Gilles Grangier : Fernand « Noël » Sarrazin, patron nougatier
- 1955 : La Grande Bagarre de don Camillo de Carmine Gallone : Don Camillo, le curé
- 1956 : Le Couturier de ces dames de Jean Boyer : Fernand Vignard, couturier pour dames
- 1956 : Don Juan (El amor de Don Juan) de John Berry : Sganarelle, le valet de Don Juan
- 1956 : Honoré de Marseille de Maurice Régamey : Protis, le guerrier grec / Honorius, le romain  / Honoré
- 1957 : Sous le ciel de Provence de Mario Soldati : Paul Verdier, représentant en chocolat
- 1957 : L'Homme à l'imperméable de Julien Duvivier : Albert Constantin, clarinettiste
- 1957 : Le Tour du monde en quatre-vingts jours (Around the World in Eighty Days) de Michael Anderson : le cocher de fiacre à Paris
- 1957 : Sénéchal le magnifique de Jean Boyer : Sénéchal, comédien d'une troupe théâtrale
- 1957 : Le Chômeur de Clochemerle de Jean Boyer : Baptistin Lachoux, dit « Tistin », chômeur
- 1958 : À Paris tous les deux (Paris Holiday) de Gerd Oswald : Fernydel, l'artiste français
- 1958 : La loi, c'est la loi (La legge è legge) de Christian-Jaque : Ferdinand Pastorelli, douanier français
- 1958 : La Vie à deux de Clément Duhour : Marcel Caboufigue, mari de Marguerite
- 1958 : Les Vignes du seigneur de Jean Boyer : Henri Levrier, l'ami de la famille
- 1959 : Le Confident de ces dames de Jean Boyer : Guiliano Goberti, vétérinaire
- 1959 : Le Grand Chef d'Henri Verneuil : Antoine Venturen, employé d'une station-service
- 1959 : La Vache et le Prisonnier d'Henri Verneuil : Charles Bailly, prisonnier de guerre

#### Années 1960
- 1960 : Crésus de Jean Giono : Jules, le berger de Provence
- 1960 : Le Caïd de Bernard Borderie : Justin Migonet, professeur de philosophie
- 1961 : Cocagne de Maurice Cloche : Marc-Antoine, chauffeur de benne de nettoiement
- 1961 : Dynamite Jack de Jean Bastia : Antoine Espérendieu, collecteur d'impôts / Dynamite Jack, le bandit
- 1961 : Don Camillo Monseigneur de Carmine Gallone : Don Camillo, prêtre
- 1961 : Le Jugement dernier (Il giudizio universale) de Vittorio De Sica : le veuf
- 1962 : L'assassin est dans l'annuaire de Léo Joannon : Albert Rimoldi, timide employé de banque
- 1962 : Le Diable et les Dix Commandements de Julien Duvivier : l'homme qui se prend pour Dieu
- 1962 : En avant la musique (Strike Up the Band) de Giorgio Bianchi : Attilio Capellaro, aubergiste
- 1963 : Le Voyage à Biarritz de Gilles Grangier : Guillaume Dodut, chef de gare de Puget-sur-Var
- 1963 : Blague dans le coin de Maurice Labro : Jeff Burlington, le comique
- 1963 : Le Bon Roi Dagobert de Pierre Chevalier : M. Pelletan / le roi Dagobert
- 1963 : La Cuisine au beurre de Gilles Grangier : Fernand Jouvin, prisonnier de guerre
- 1964 : Relaxe-toi chérie de Jean Boyer : François Faustin
- 1964 : L'Âge ingrat de Gilles Grangier : Adolphe Lartigue, le père d'Antoine
- 1965 : Don Camillo en Russie de Luigi Comencini : Don Camillo, prêtre
- 1966 : La Bourse et la Vie de Jean-Pierre Mocky : Charles Migue, un collègue de Pelepan
- 1966 : Le Voyage du père de Denys de La Patellière : M. Quantin, fermier jurassien
- 1968 : L'Homme à la Buick de Gilles Grangier : Armand Favrot, alias « Monsieur Jo », contrebandier

#### Années 1970
- 1970 : Heureux qui comme Ulysse d'Henri Colpi : Antonin, modeste garçon de ferme
- 1970 : Don Camillo et ses contestataires de Christian-Jaque : Don Camillo, prêtre (inachevé)[2]

### Courts métrages
- 1930 : La Meilleure Bobonne (ou Les 4 Jambes) de Marc Allégret et Claude Heymann : Lucien Pivoine
- 1930 : J'ai quelque chose à vous dire de Marc Allégret : Pierre Deneige, l'amant
- 1931 : Attaque nocturne de Marc Allégret et Jean de Marguenat : le commissaire
- 1931 : La Fine Combine d'André Chotin : Joseph, le valet de chambre
- 1931 : Bric-à-brac et compagnie d'André Chotin : Fernand
- 1931 : Vive la classe ou Les Gaietés de l'escouade de Maurice Cammage : Moussin
- 1931 : Pas un mot à ma femme d'André Chotin : Jules
- 1931 : Une brune piquante ou La Femme à barbe de Serge de Poligny
- 1932 : Quand tu nous tiens, amour de Maurice Cammage
- 1932 : La Terreur de la pampa de Maurice Cammage : Bill Forster, plongeur à Hollywood
- 1932 : Ordonnance malgré lui de Maurice Cammage : Alfred Leneveux, chauffeur du colonel
- 1932 : Un beau jour de noces de Maurice Cammage : Gustave Dupied, le marié
- 1932 : Comme une carpe ou Le Muet de Marseille de Claude Heymann : Chatelard, le mari volage
- 1932 : Par habitude de Maurice Cammage : Valentin Bourgeasse, l'homme qui fait vœu d'ivresse
- 1932 : Restez dîner ou Maruche de Robert Péguy : Maruche, un ami de Blondel
- 1932 : La Claque de Robert Péguy
- 1932 : Cunégonde, chanson filmée
- 1932 : Elle disait non, chanson filmée
- 1933 : Ça colle de Christian-Jaque
- 1933 : Lidoire de Maurice Tourneur : le cavalier Lidoire
- 1933 : La Veine d'Anatole (ou Le Gros Lot) de Maurice Cammage
- 1943 : Guignol, marionnette de France de Maurice Cammage : commentaire et présentation uniquement
- 1946 : Comédiens ambulants de Jean Canolle
- 1947 : 20 minutes de fou rire (ou Vedettes et Ritournelles) d'Antoine Toé, chansons filmées : Irma la Voyante, La Caissière du Grand Café, Elle a de la barbe et Attente
- 1947 : Irma la voyante d'Antoine Toé : la voyante et un client
- 1947 : Escale au soleil d'Henri Verneuil : le guide qui présente et commente le film
- 1950 : La Nuit des étoiles de Louis Fehr-Lutz : participation au Bal des petits lits blancs de Monte-Carlo
- 1950 : La Chèvre de monsieur Seguin de François Gir : commentaires du film
- 1956 : L'Art d'être papa ou Le Téléphone de Maurice Régamey
- 1962 : Visages de Paris de Dominique Nohain
- 1969 : Tel est Franck de Jean-Paul Sassy (26 min), contient une chanson en duo avec son fils, sur l'amour

### Publicités
Fernandel tourna également quelques publicités cinématographiques :
- en 1938 pour le tabac de Virginie Week-end (2 minutes) ;
- en 1945 pour vanter le cinéma dans le cadre d'une tombola (1 minute) ;
- en 1965 avec Le discours au gâteau d'anniversaire pour l'apéritif Dubonnet (30 secondes).

Il participa aussi à un documentaire sur la publicité de 600 mètres Nul bien sans peine réalisé par Robert Lefèvre à la gloire de Paul Ricard, où il raconte la saga du père des alcools sur un commentaire de Jean Desailly, avec Mireille Darc.

## Télévision
- 1966 : Paris ist eine Reise wert, téléfilm de Paul Martin : un détective
- 1967 : L'Amateur ou S.O.S. Fernand, série télévisée en 7 épisodes de 26 min : Fernand

1. Le Somnambule de Jean-Pierre Decourt
2. La Valise de Jean-Pierre Decourt
3. Le Sculpteur de Maurice Delbez
4. La Cleptomane de Louis Grospierre
5. Le Coup de fil de Jack Pinoteau
6. La Princesse russe de Maurice Delbez
7. La Vicomtesse de Quentin Lawrence

- 1968 : Allo! Fernandel, série de 7 épisodes réalisée par Camillo Mastrocinque pour la RAI

1. L'Habit (Il frac)
2. L'Hypnotiseur (A me gli occhi)
3. Le Masseur (La bomba)
4. Simple Coïncidence
5. Terreur au château (Terrore al castello)
6. Nuit de noce (La notte di noze)
7. Une tranquille villégiature (Una tranquilla villegiatura)

- 1969 : Freddy, pièce de Robert Thomas, réalisation Igor Barrère et Alexandre Tarta : Freddy le clown

## À noter
- Fernandel a réalisé trois films : Simplet (1942), Adrien (1943) et Adhémar ou le Jouet de la fatalité (1951) en remplacement de Sacha Guitry (lequel renia le film et intenta un procès à l'acteur).
- Huit des films avec Fernandel ont été colorisés soit pour la télévision, soit pour des sorties VHS : Les Rois du sport (1937), L'Auberge rouge (1951), Le Boulanger de Valorgue (1952), Le Couturier de ces dames (1956), Sénéchal le magnifique (1957), Le Grand Chef (1959), La Vache et le Prisonnier (1959) - qui fut le premier film français traité par procédé électronique - et La Cuisine au beurre (1963).
- Mam'zelle Nitouche (1954), Ali Baba et les Quarante voleurs (1954), Don Juan (1956), Sous le ciel de Provence (1957), Honoré de Marseille (1956), Le Tour du monde en quatre-vingts jours (1957), À Paris tous les deux (1958), Dynamite Jack (1961), La Bourse et la Vie (1966), Le Voyage du père (1966), L'Homme à la Buick (1968) et Heureux qui comme Ulysse (1970) ont été tournés directement en couleur (Eastmancolor ou Technicolor).